# ورزشگاه المپیک ورزش‌های آبی ریو دو ژانیرو
ورزشگاه المپیک ورزش‌های آبی ریودو ژانیرو (انگلیسی: Olympic Aquatics Stadium, Rio de Janeiro) یک ورزشگاه مخصوص شنا در ریودو ژانیرو، برزیل است.
این ورزشگاه در سال ۲۰۱۵ گشایش یافت و دارای ۱۸٬۰۰۰ نفر ظرفیت می‌باشد که  یکی از ورزشگاه‌های بازی‌های المپیک تابستانی ۲۰۱۶ و بازی‌های پارالمپیک تابستانی ۲۰۱۶ بوده است.